# Oxyopes saganus
Oxyopes saganus är en spindelart som beskrevs av Friedrich Wilhelm Bösenberg och Embrik Strand 1906. Oxyopes saganus ingår i släktet Oxyopes och familjen lospindlar. Inga underarter finns listade i Catalogue of Life.